# Symphaedra alcandra
Symphaedra alcandra är en fjärilsart som beskrevs av Jacob Hübner 1818. Symphaedra alcandra ingår i släktet Symphaedra och familjen praktfjärilar. Inga underarter finns listade i Catalogue of Life.